# La Couture (Pas-de-Calais)
La Couture (Flämisch: De Kouter) ist eine französische Gemeinde mit 2608 Einwohnern (Stand: 1. Januar 2022) im Département Pas-de-Calais in der Region Hauts-de-France. Sie gehört zum Arrondissement Béthune, zum Kanton Beuvry und zum Gemeindeverband Béthune-Bruay, Artois-Lys Romane.

## Geographie
Die Gemeinde La Couture liegt im Artois an der Lawe. Umgeben wird La Couture von den Nachbargemeinden Lestrem im Nordwesten und Norden, Vieille-Chapelle im Norden, Richebourg im Osten, Festubert im Süden, Beuvry im Süden und Südwesten sowie Locon im Westen.

## Geschichte
Im Ersten Weltkrieg verteidigte hier das portugiesische Expeditionskorps die Gemeinde. 1928 wurde ein Mahnmal eingerichtet.

### Bevölkerungsentwicklung
| Jahr                       | 1962 | 1968 | 1975 | 1982 | 1990 | 1999 | 2006 | 2012 | 2022 |
| -------------------------- | ---- | ---- | ---- | ---- | ---- | ---- | ---- | ---- | ---- |
| Einwohner                  | 1303 | 1327 | 1332 | 1666 | 2165 | 2249 | 2579 | 2712 | 2608 |
| Quellen: Cassini und INSEE |      |      |      |      |      |      |      |      |      |

## Sehenswürdigkeiten
- Kirche Saint-Pierre
- Denkmal für verbündete Portugiesen im Ersten Weltkrieg

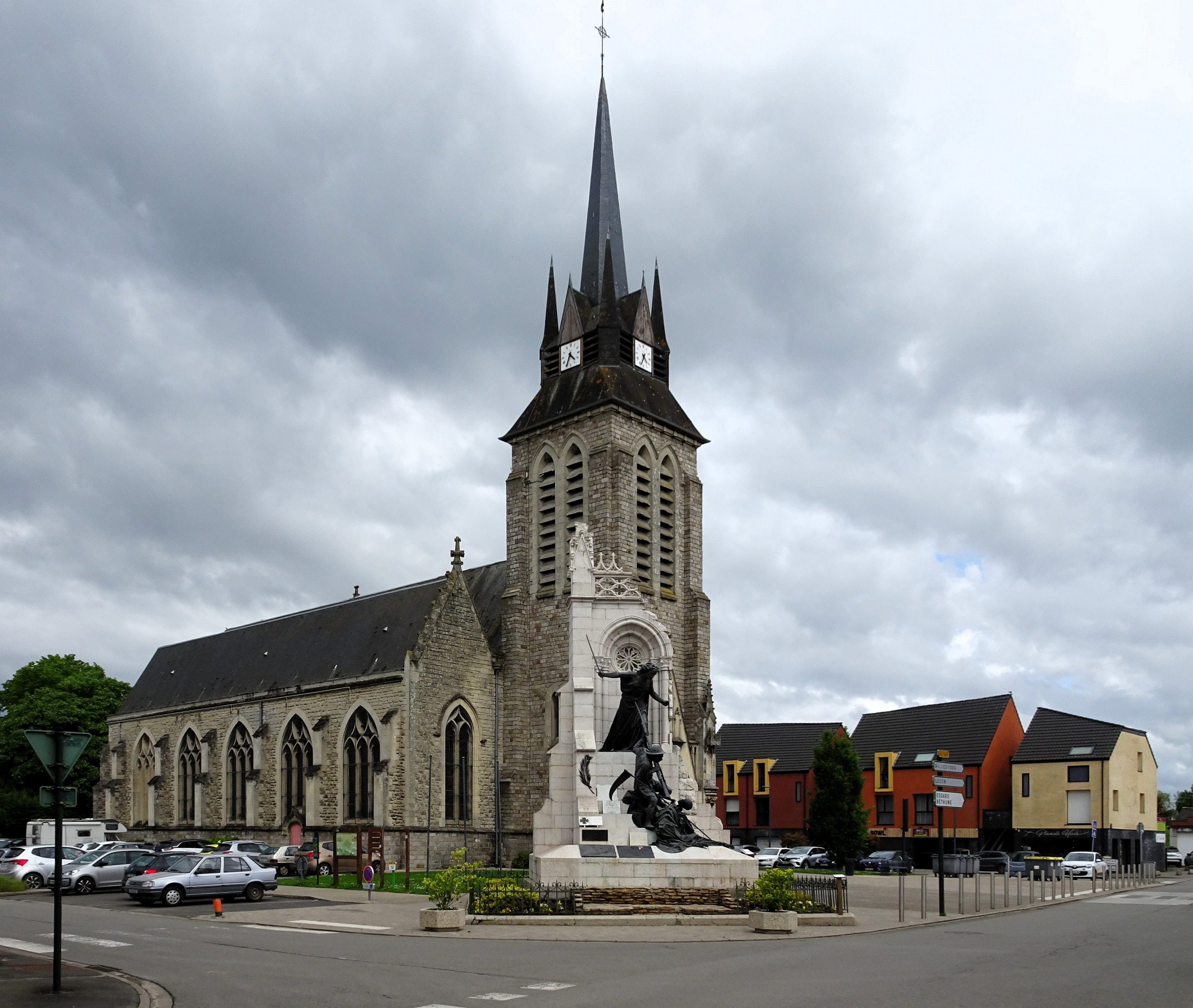
Kirche Saint-Pierre
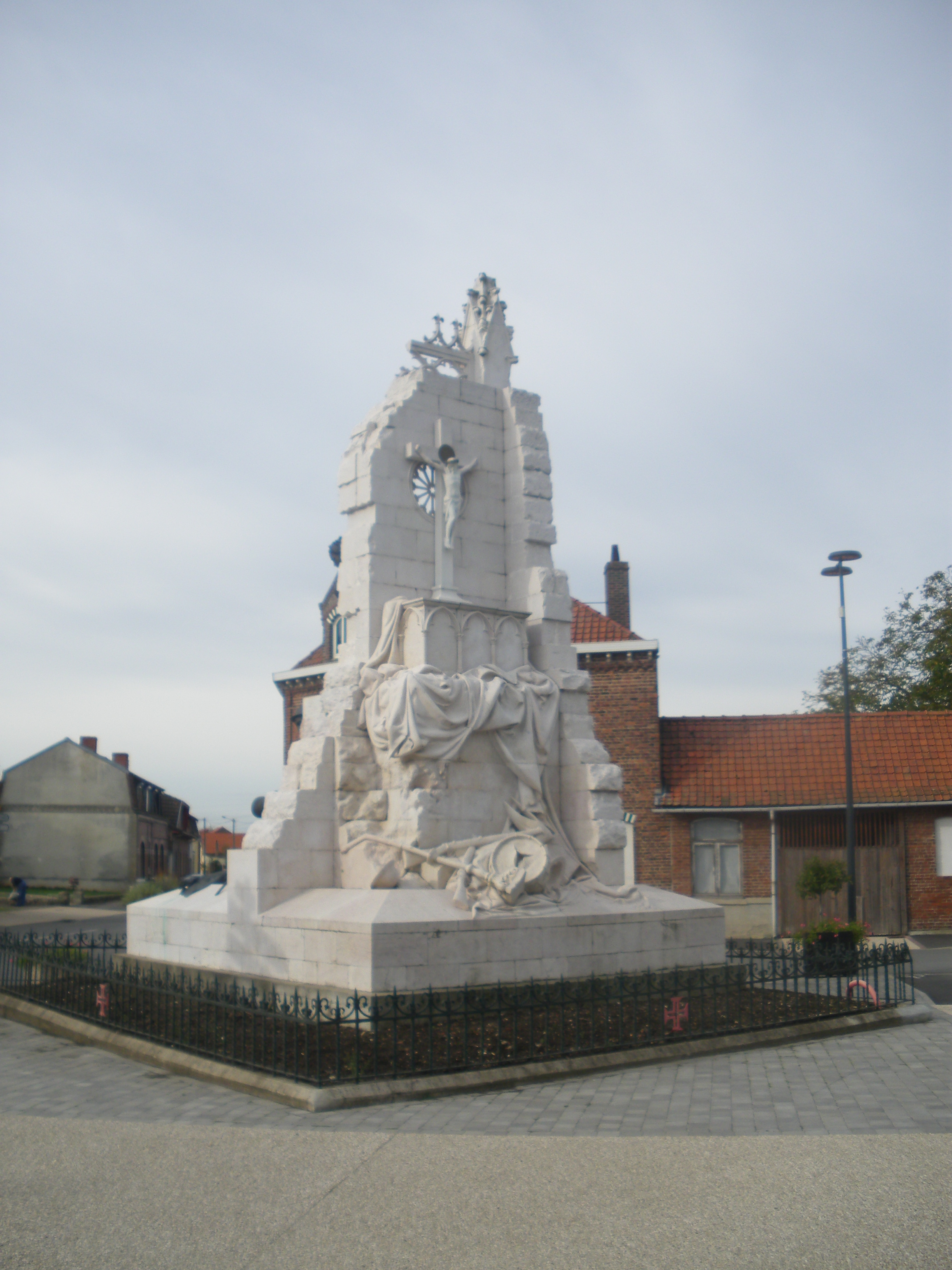
Denkmal für verbündete Portugiesen im Ersten Weltkrieg

## Gemeindepartnerschaft
Mit der portugiesischen Gemeinde Murça im Distrikt Vila Real besteht eine Partnerschaft.